# Siegfried Stürzenbecher
Siegfried Stürzenbecher (...) è un ex sciatore alpino austriaco.

## Biografia
Stürzenbecher vinse la medaglia di bronzo nella discesa libera ai Mondiali juniores di Sestriere 1983, dove fu anche 15º nello slalom gigante, e nella successiva rassegna iridata giovanile di Sugarloaf 1984 si classificò 5º sia nella discesa libera, sia nello slalom gigante; non prese parte a rassegne olimpiche né ottenne piazzamenti in Coppa del Mondo o ai Campionati mondiali.

## Palmarès

### Mondiali juniores
- 1 medaglia:
  - 1 bronzo (discesa libera a Sestriere 1983)